# Hennethal
Hennethal ist der nördlichste Ortsteil der Gemeinde Hohenstein im südhessischen Rheingau-Taunus-Kreis.

## Geographie
Der Ort liegt im westlichen Hintertaunus inmitten des Naturparks Rhein-Taunus, etwa 10 km westlich von Idstein und der A 3 Köln–Frankfurt und 20 km nördlich der Landeshauptstadt Wiesbaden. Die umliegenden Ortschaften sind Panrod und Daisbach im Norden, Strinz-Trinitatis im Osten und Strinz-Margarethä im Süden.

## Geschichte
Erstmals urkundlich erwähnt wurde der Ort im Jahre 1392 als Hedenthal. Möglicherweise ist die Bezeichnung ein Hinweis auf die Sagengestalt des Riesen Hedo. Zwei Mühlen, die Bahnermühle und die Obermühle waren Bestandteil des Ortes. Im Jahr 1562 erhielt der Ort die erste Dorfschule in Nassau. 1703 wurde über den Grundmauern einer Kapelle die evangelische Kirche errichtet.
Am 1. Juli 1972 bildete die bis dahin selbständige Gemeinde Hennethal im Zuge der Gebietsreform in Hessen zusammen mit sechs weiteren Gemeinden auf freiwilliger Basis die neue Großgemeinde Hohenstein. Für Hennethal wurde wie für die übrigen Ortsteile ein Ortsbezirk mit Ortsbeirat und Ortsvorsteher errichtet.

## Kultur und Sehenswürdigkeiten
- Viele der ortsansässigen Vereine sind im Vereinsring Hennethal organisiert, der die Zusammenarbeit unter den Vereinen koordiniert. Der regional bekannte Grillplatz untersteht der Verwaltung des Vereinsrings, aufwendige Veranstaltungen, wie die traditionelle Kerb, werden vom Vereinsring organisiert und durchgeführt.
- Die traditionelle Kerb wird jeweils jährlich am zweiten Sonntag im Oktober gefeiert und von der örtlichen Kerbegesellschaft mit organisatorischer Unterstützung des Vereinsrings ausgerichtet. Die Kerbegesellschaft setzt sich ausschließlich aus Jugendlichen zwischen 14 und 18 Jahren zusammen. Als Schirmherr und Ausrichter wählt der Verein jedes Jahr einen  Kerbevadder (= Kirmesvater), der als Vorsitzender des Kerbevorstands nicht nur repräsentative Aufgaben wahrnimmt.
- Seit Jahrzehnten eröffnet die Freiwillige Feuerwehr Hennethal e. V. am 1. Mai die Grillsaison auf dem vom Vereinsring verwalteten Grillplatz.
- Der Reit- und Fahrverein Hohenstein e. V. mit Sitz in Hennethal veranstaltet mehrere Reitertreffen, darunter eine auch überregional bekannte Schleppjagd.
- Der von Jugendlichen des Ortes eigenständig organisierte Jugendclub Hennethal e. V. veranstaltet seit mehreren Jahren die regionale Diskoveranstaltung Stille Nacht.
- Weiterhin im Ort aktiv sind der Turnverein Hennethal sowie die Kindergruppe Hennethal e. V.
- Im Hennethaler Wald auf der „Platte“ befindet sich die Hennethaler Landwehr, eine spätmittelalterliche Wallgrabenanlage.
- Evangelische Kirche (Hennethal)